# After Dark (Film)
After Dark ist ein US-amerikanischer Porno-Spielfilm der Regisseurin Kayden Kross mit Star-Besetzung. Er wurde bei den AVN Awards und bei den XBIZ Awards im Jahr 2019 mit vielen Preisen ausgezeichnet.

## Handlung
Tori Blackwell spielt eine mysteriöse Frau, die das Nachtleben von Los Angeles nach Nervenkitzel durchsucht. In einer einzigen Nacht lebt sie schnell und gefährlich und gibt ihren Wünschen nach. Beginnend mit dominantem Sex mit einem Fahrer und mit dem Höhepunkt einer Orgie mit Bekannten, Freunden und Kunden.

## Trivia
- Der Film beginnt mit einem Zitat von Albert Camus: Supposing that living in this way were not honorable, then true propriety would command me to be dishonorable.

## Auszeichnungen
- 2019: AVN Award – Best Drama
- 2019: AVN Award – Best Group Sex Scene (Tori Black, Mick Blue, Angela White, Alex Jones, Ana Foxxx, Mia Malkova, Jessa Rhodes, Abella Danger, Kira Noir, Bambino in Szene Orgie)
- 2019: XBIZ Award – Best Scene – All-Girl (Janice Griffith und Ivy Wolfe in Szene am Swimmingpool)[1]
- 2019: XBIZ Award – Best Scene – Vignette Release (Tori Black und Adriana Chechik und Johnny Sins in Dreier-Szene am Klavier)[1]
- 2019: XBIZ Award – Vignette Release of the Year[1]